# Кармел-Веллі-Вілледж (Каліфорнія)
Кармел-Веллі-Вілледж (англ. Carmel Valley Village) — переписна місцевість (CDP) в США, в окрузі Монтерей штату Каліфорнія. Населення — 4524 особи (2020).

## Географія
Кармел-Веллі-Вілледж розташований за координатами 36°30′5″ пн. ш. 121°43′56″ зх. д. / 36.50139° пн. ш. 121.73222° зх. д. (36.501473, -121.732171).  За даними Бюро перепису населення США в 2010 році переписна місцевість мала площу 49,67 км², з яких 49,17 км² — суходіл та 0,51 км² — водойми.

## Демографія
Згідно з переписом 2010 року, у переписній місцевості мешкало 4407 осіб у 1895 домогосподарствах у складі 1222 родин. Густота населення становила 89 осіб/км².  Було 2156 помешкань (43/км²).
Расовий склад населення:
| - 91,8 % — білих - 1,6 % — азіатів - 0,5 % — корінних американців - 0,5 % — чорних або афроамериканців - 0,2 % — вихідців з тихоокеанських островів - 2,7 % — осіб інших рас |

До двох чи більше рас належало 2,7 %. Частка іспаномовних становила 7,4 % від усіх жителів.
За віковим діапазоном населення розподілялося таким чином: 17,3 % — особи молодші 18 років, 62,1 % — особи у віці 18—64 років, 20,6 % — особи у віці 65 років та старші. Медіана віку мешканця становила 51,7 року. На 100 осіб жіночої статі у переписній місцевості припадало 93,8 чоловіків;  на 100 жінок у віці від 18 років та старших — 90,1 чоловіків також старших 18 років.
Середній дохід на одне домашнє господарство  становив 127 539 доларів США (медіана — 88 516), а середній дохід на одну сім'ю — 144 921 долар (медіана — 106 523). Медіана доходів становила 55 273 долари для чоловіків та 55 352 долари для жінок. За межею бідності перебувало 4,7 % осіб, у тому числі 7,2 % дітей у віці до 18 років та 4,1 % осіб у віці 65 років та старших.
Цивільне працевлаштоване населення становило 1944 особи. Основні галузі зайнятості: освіта, охорона здоров'я та соціальна допомога — 24,9 %, науковці, спеціалісти, менеджери — 21,1 %, мистецтво, розваги та відпочинок — 12,4 %, роздрібна торгівля — 11,1 %.